# Monte Tiedemann
El monte Tiedemann 3838 m, prominencia 848 m, es una de las principales cumbres de la subdivisión de la Cordillera del Pacífico de las Montañas Costeras de la Columbia Británica. Se encuentra a 3 km al noreste del monte Waddington, en el macizo de la cordillera Waddington, entre los ríos Homathko y Klinaklini.

## Origen del nombre
El monte Tiedemann debe su nombre a Herman Otto Tiedemann, que trabajó para el gobierno colonial bajo el mando del agrimensor general Joseph Pemberton, diseñando y supervisando la construcción de las "jaulas de pájaros" de Victoria (Columbia Británica), los edificios originales de la asamblea legislativa de la ciudad, el antiguo palacio de justicia (actual Museo Marítimo), el faro de Fisgard y otros edificios e iglesias, todo ello mientras realizaba estudios de la costa de Columbia Británica y Alaska. Fue el responsable de llevar por primera vez el agua del lago Elk a la ciudad como suministro de agua.
En 1862, acompañó a Alfred Waddington en los estudios preliminares del proyecto de carretera de carros hacia los yacimientos de oro de Cariboo a través de Bute Inlet y el río Homathko, cuyo proyecto desapareció con los primeros acontecimientos de la Guerra de Chilcotin de 1864. El arroyo Tiedmann, que fluye desde el glaciar Tiedemann hacia el este hasta el Homathko, fue bautizado así por él mismo porque se cayó en él y estuvo a punto de morir.

## Historia de la escalada
El primer ascenso fue en 1939 por Sterling Hendricks, Hans Fuhrer, ER Gibson, Henry S. Hall a través del Glaciar del Caos hasta el norte de Aréte.  